# آدم نواك
آدم نواك (بالبولندية: Adam Nowak)‏ هو كاتب أغاني بولندي، ولد في 28 سبتمبر 1963 في بوزنان في بولندا.

## وصلات خارجية
- آدم نواك على موقع IMDb (الإنجليزية)
- آدم نواك على موقع ميوزك برينز (الإنجليزية)
- آدم نواك على موقع ديسكوغز (الإنجليزية)